# Носулин острів
Носулин острів, Носулини острови - острови між двома Татарськими островами, що колись були одним та островом Яців. Острови існували до підняття вод ДніпроГЕСом.
Люди похилого віку кажуть, що тут колись був один острів Носулин, а то його розмила якась весняна вода і тоді стало два Носулини острови.
На тому острові жив колись запорозький козак Носуля, од якого й пішов острів Носулин. 
На Носулиних островах росте добра лоза, яку ріжуть на кошелі.